# ديفيد كراوتش (مؤرخ)
ديفيد كراوتش (بالإنجليزية: David Crouch)‏ هو مؤرخ بريطاني، ولد في 31 أكتوبر 1953 في كارديف في المملكة المتحدة.